# Netelia thoracica
Netelia thoracica är en stekelart som först beskrevs av Woldstedt 1880.  Netelia thoracica ingår i släktet Netelia och familjen brokparasitsteklar. Inga underarter finns listade i Catalogue of Life.